# Trouans
Trouans är en kommun i departementet Aube i regionen Grand Est (tidigare regionen Champagne-Ardenne) i nordöstra Frankrike. Kommunen ligger  i kantonen Ramerupt som ligger i arrondissementet Troyes. År 2022 hade Trouans 203 invånare.

## Befolkningsutveckling
Antalet invånare i kommunen Trouans
Referens: INSEE

## Galleri

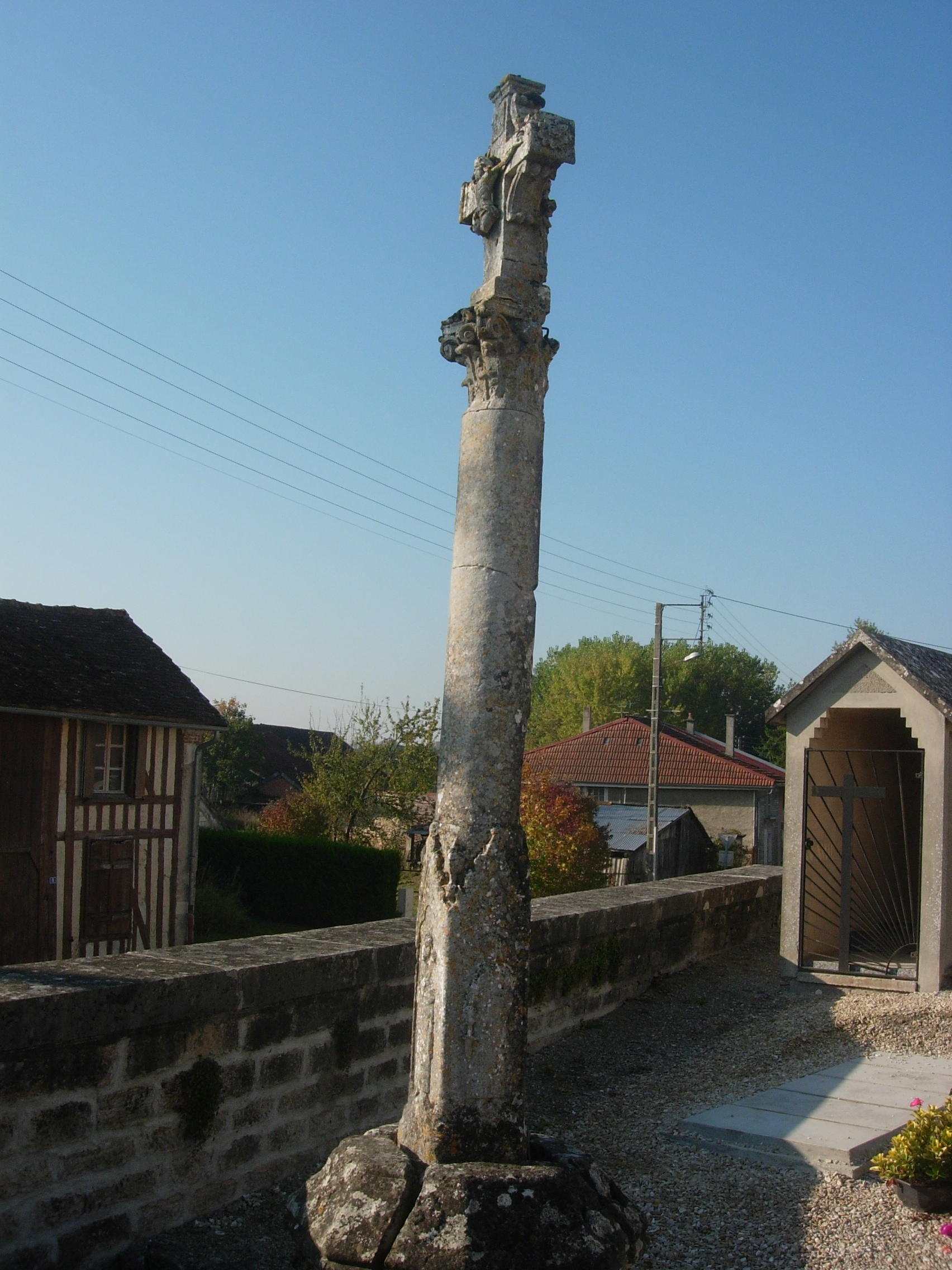
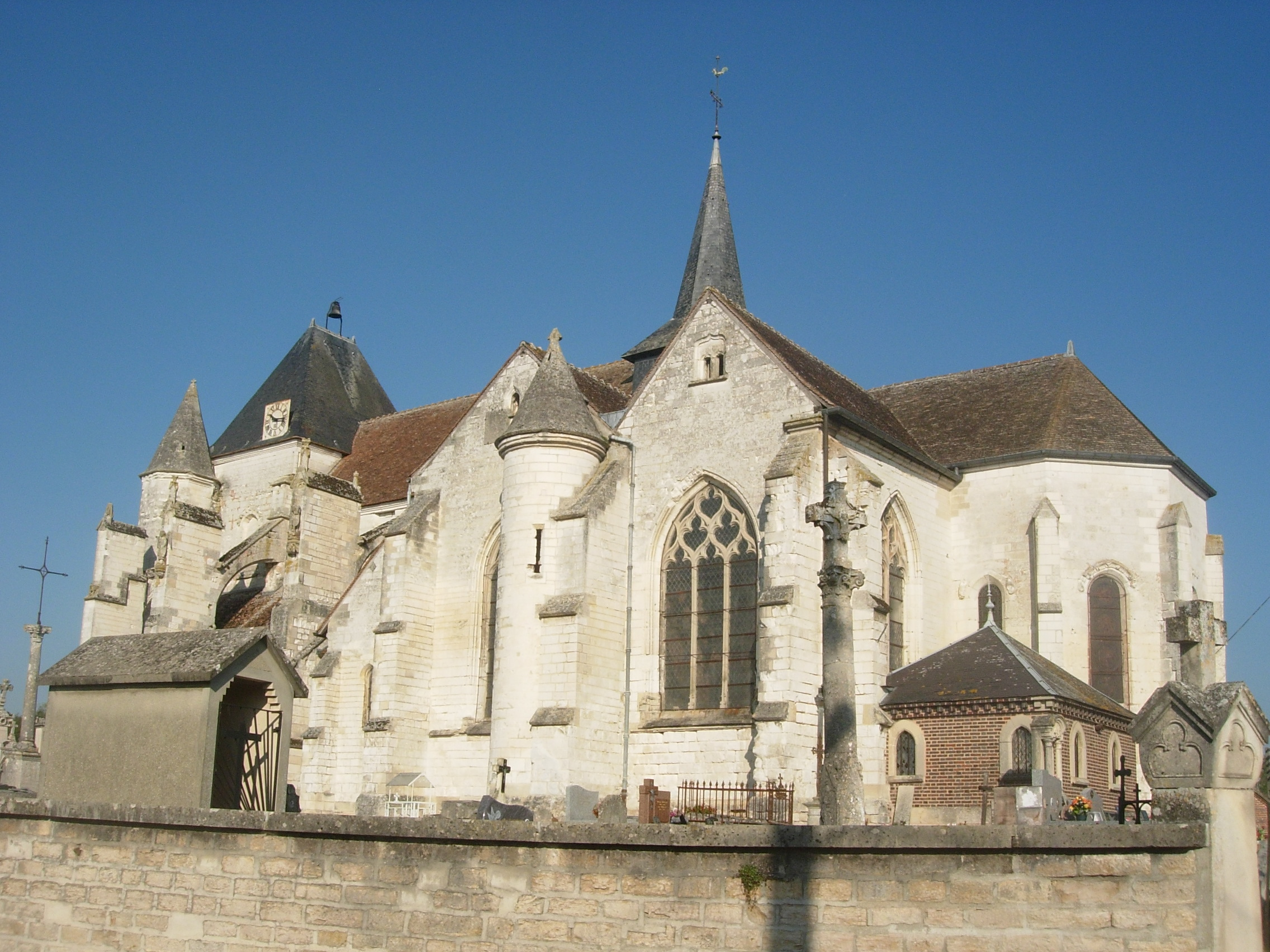
L'église Saint-Georges
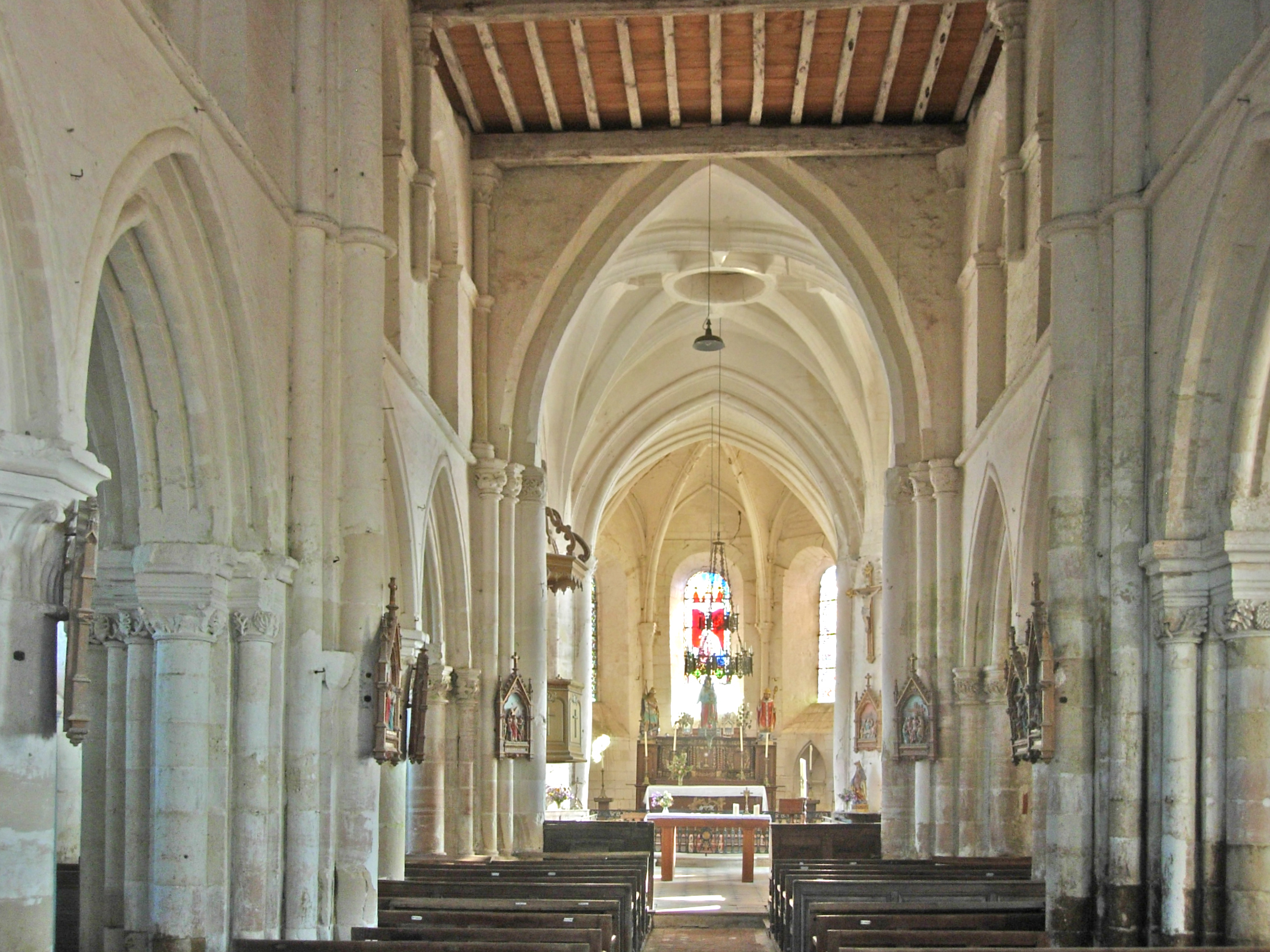
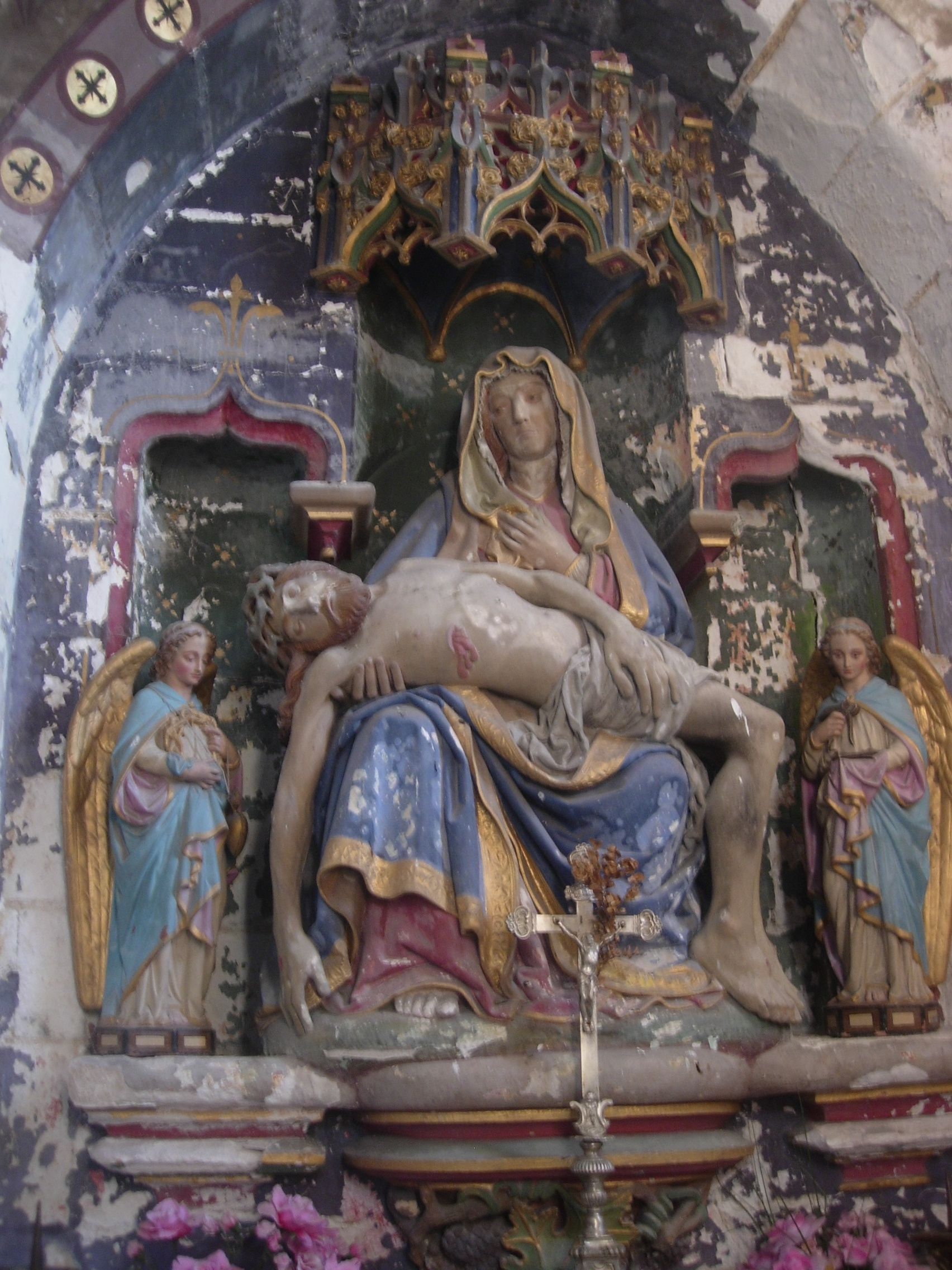
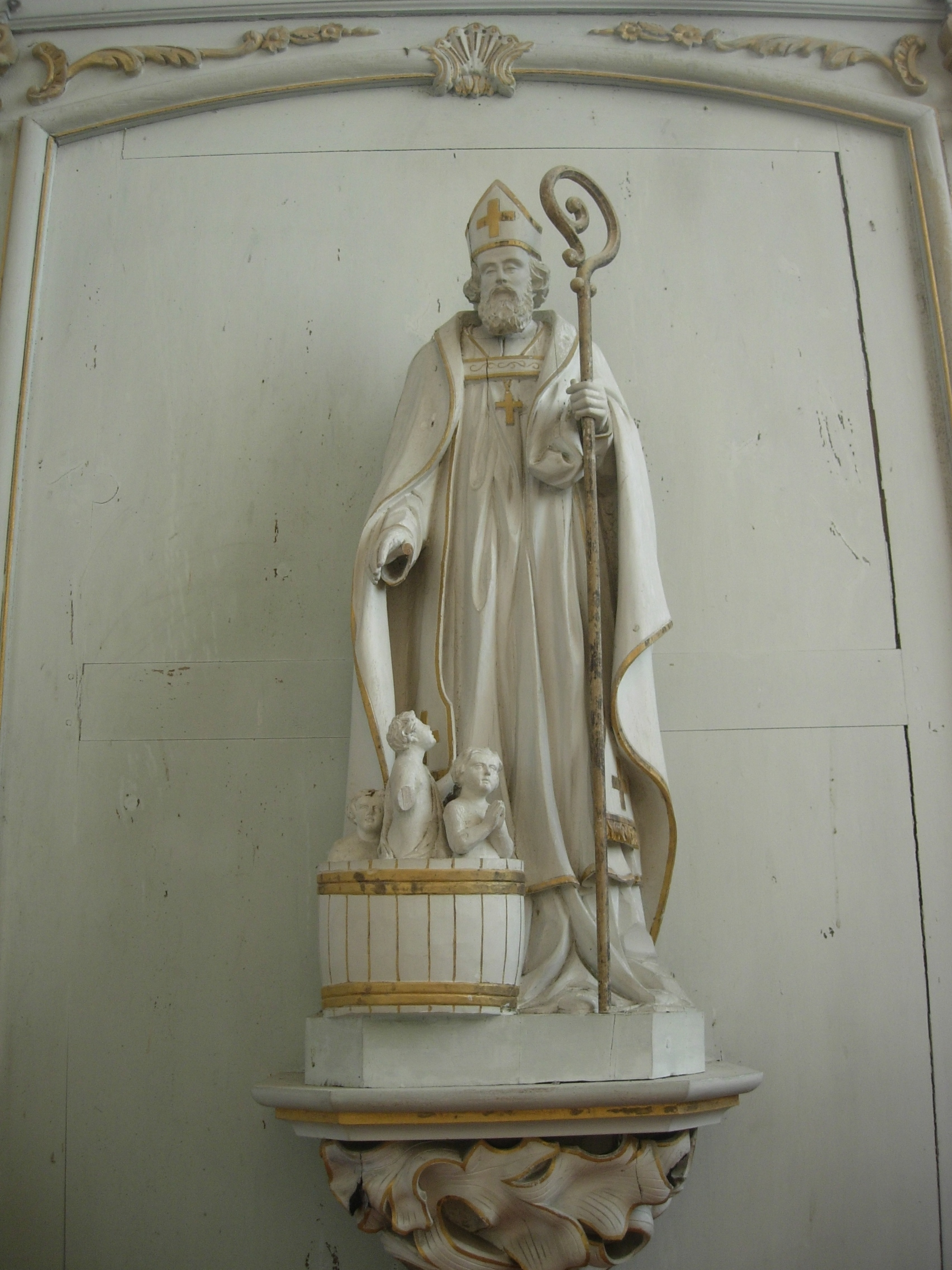
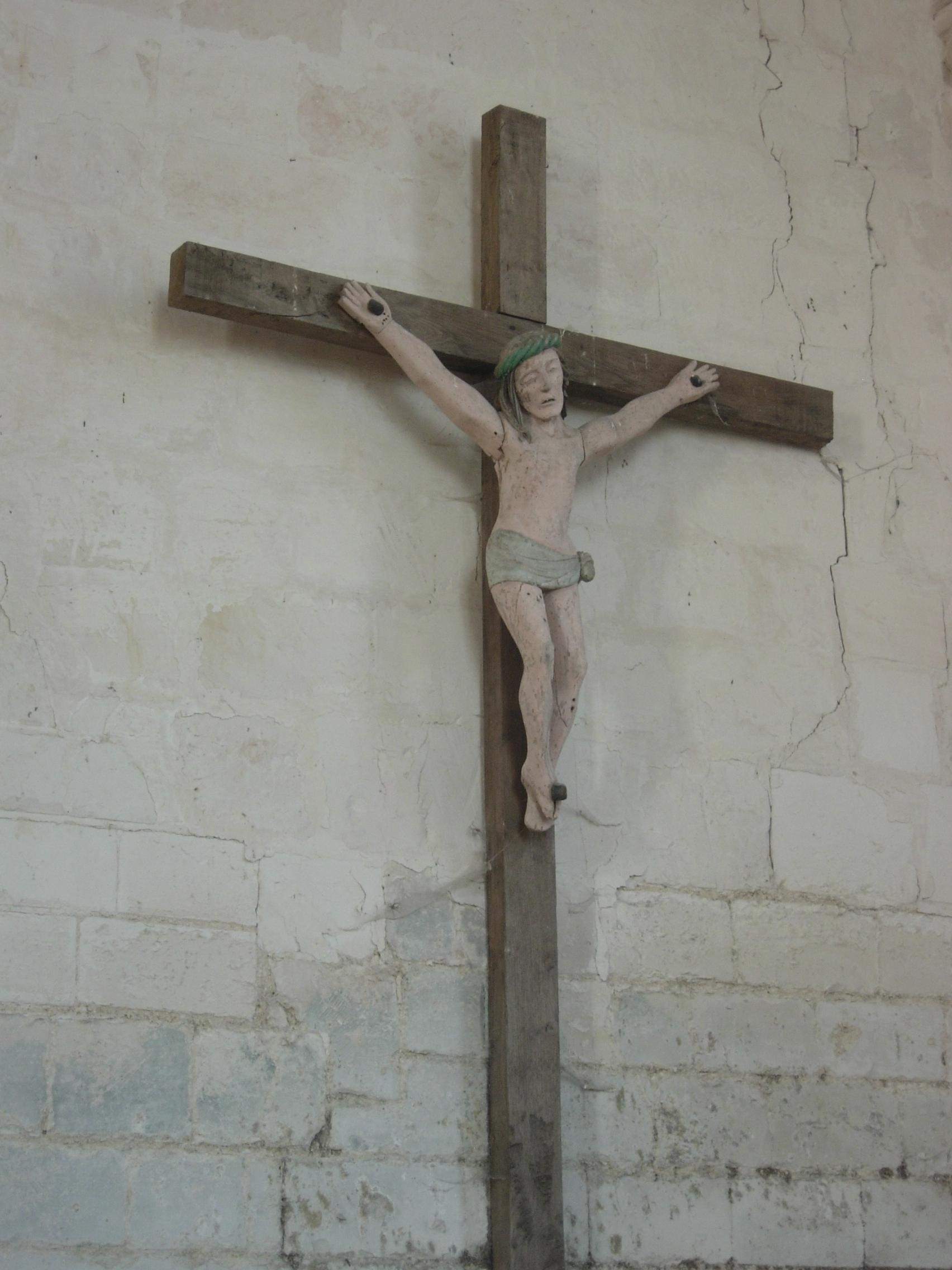
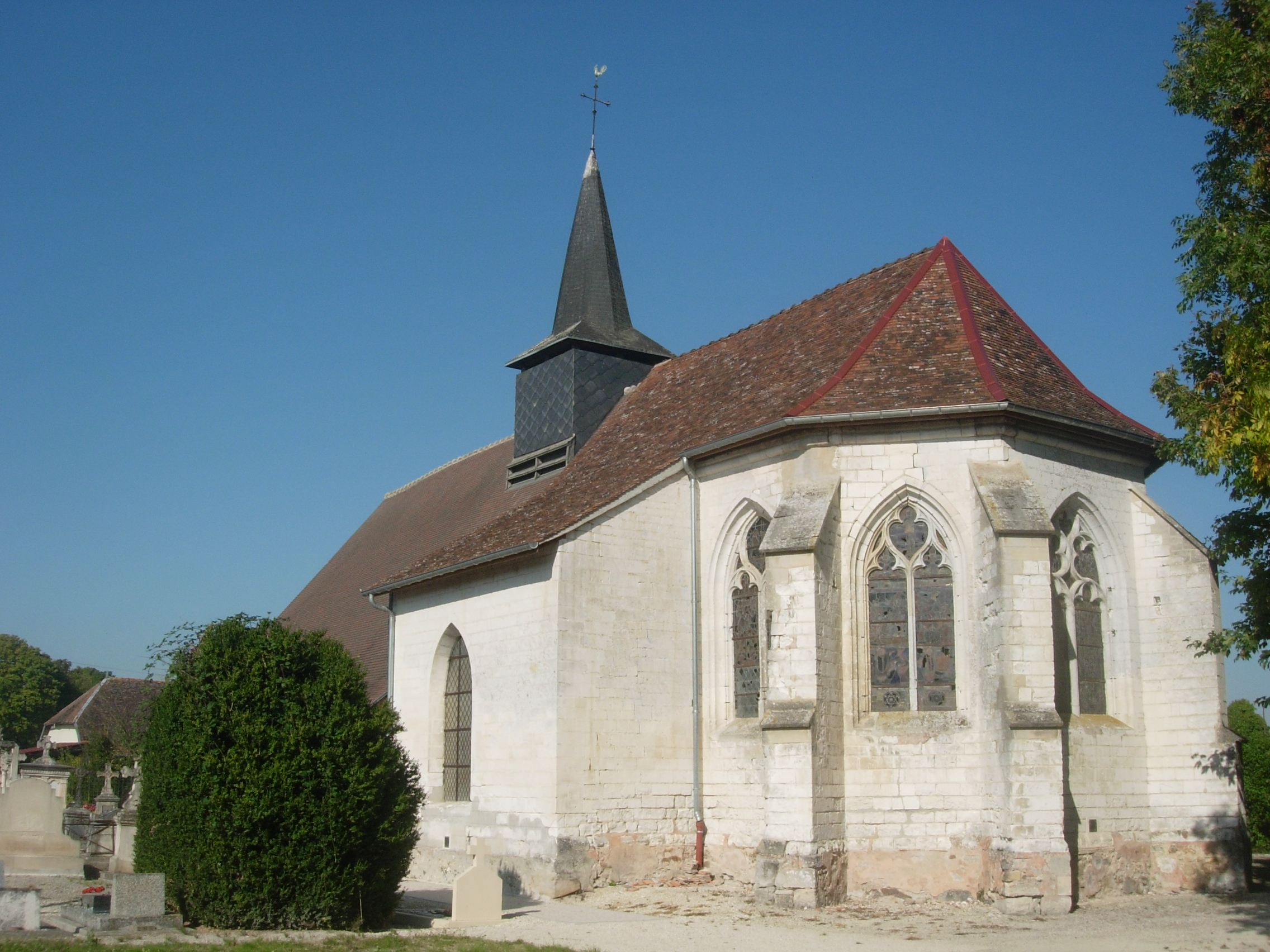
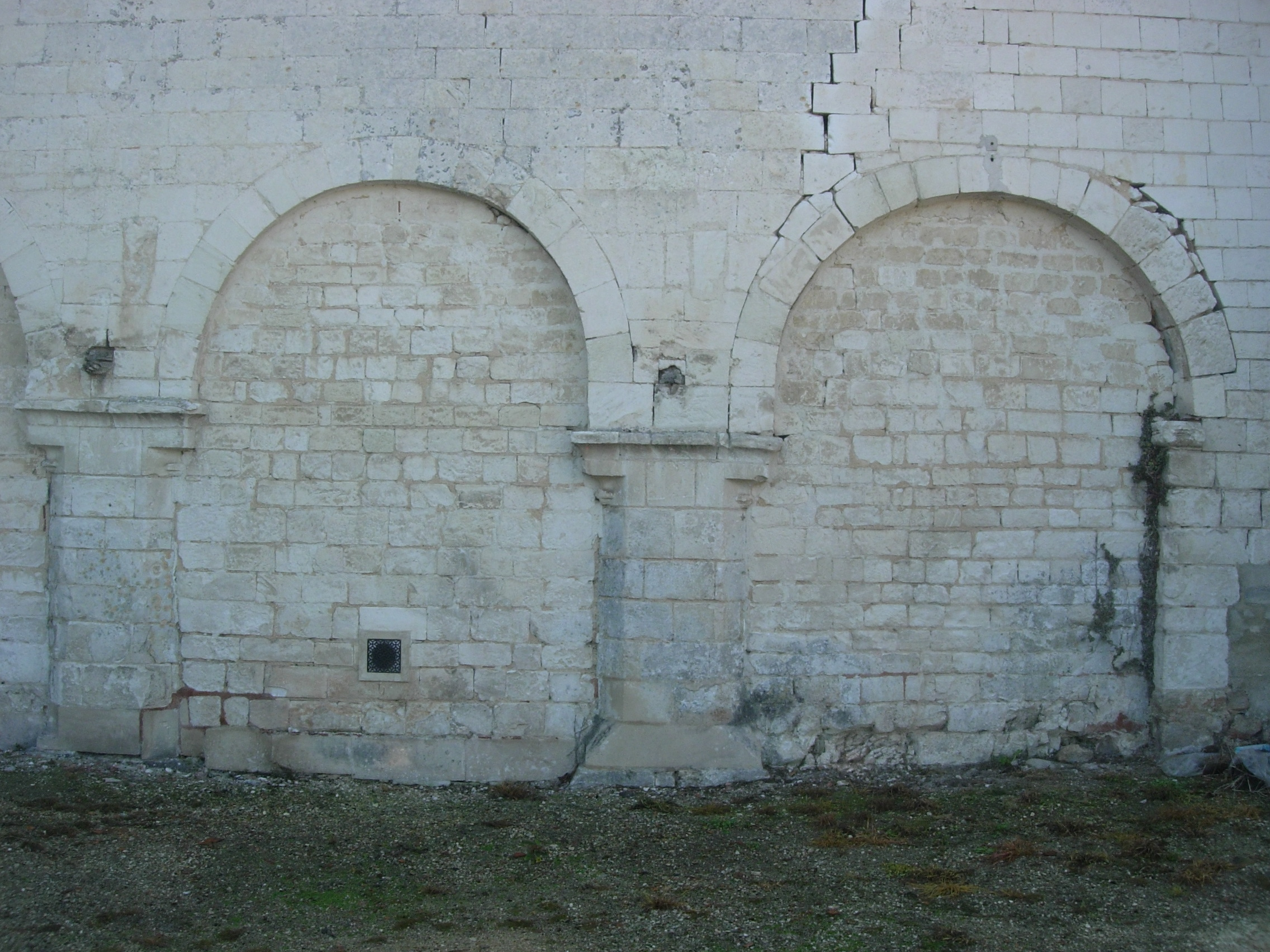
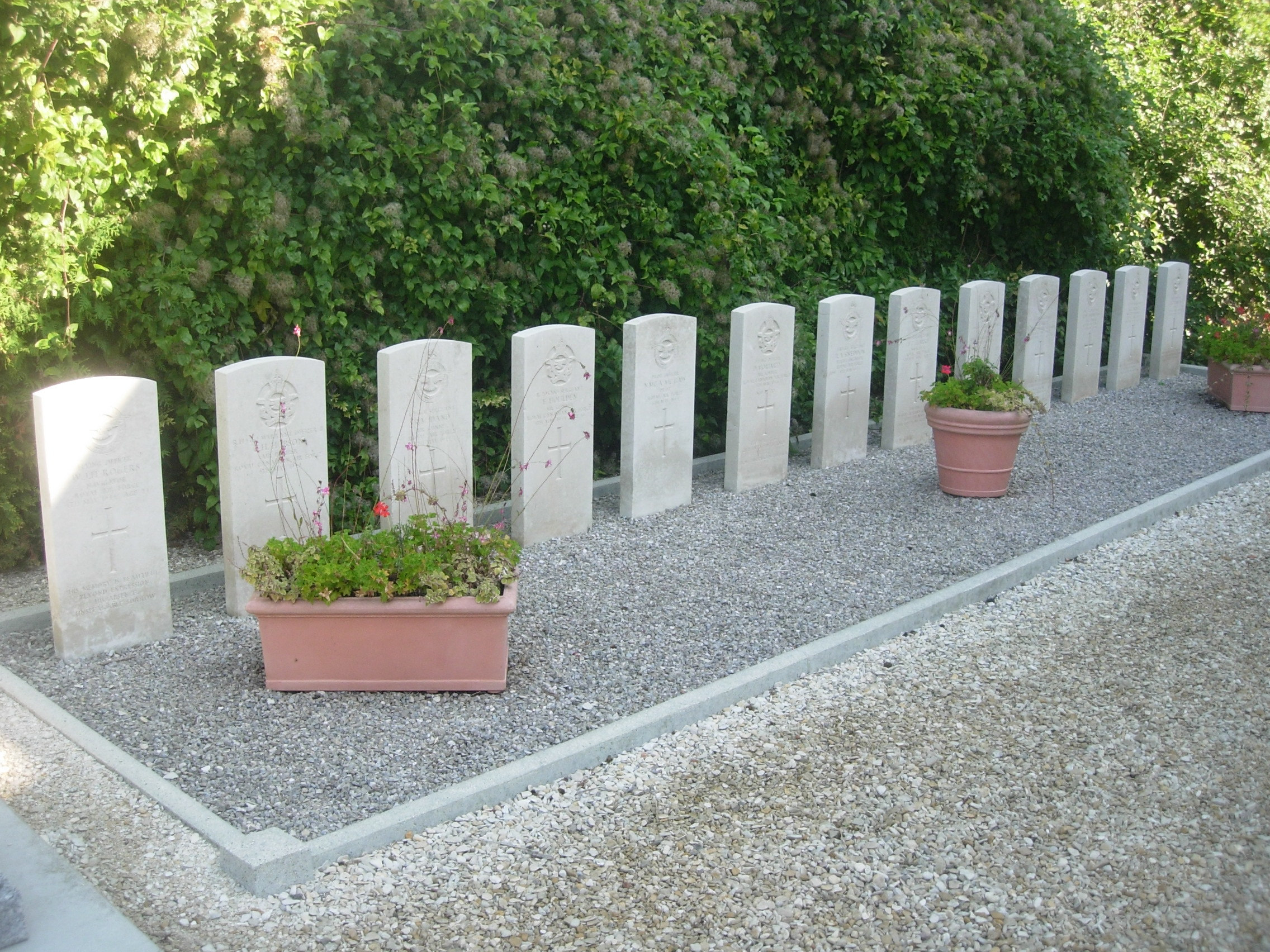
Kyrkogården Trouan-le-Petit : Gravar över flygare från Royal Air Force som dödades den 4 maj 1944
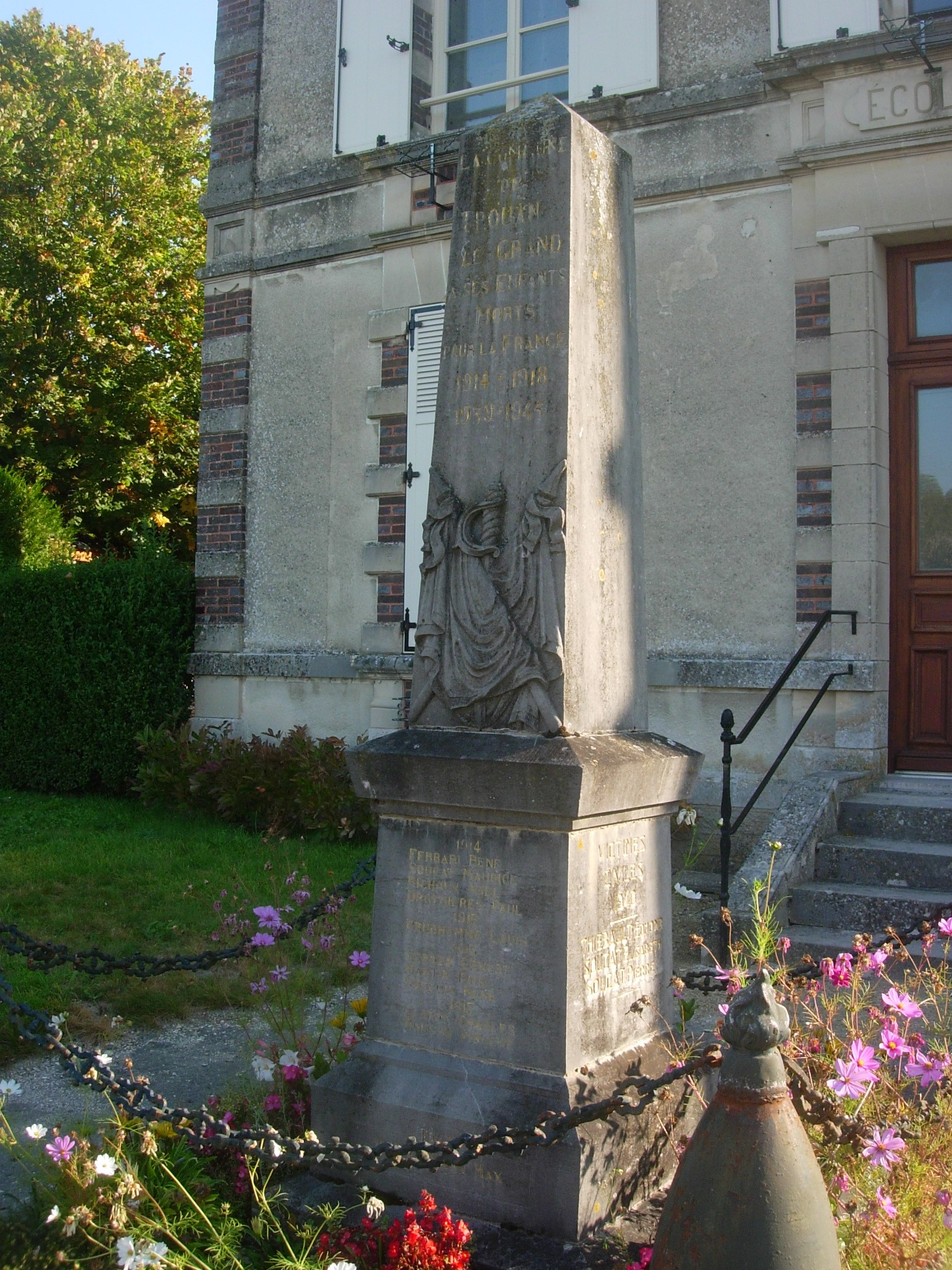
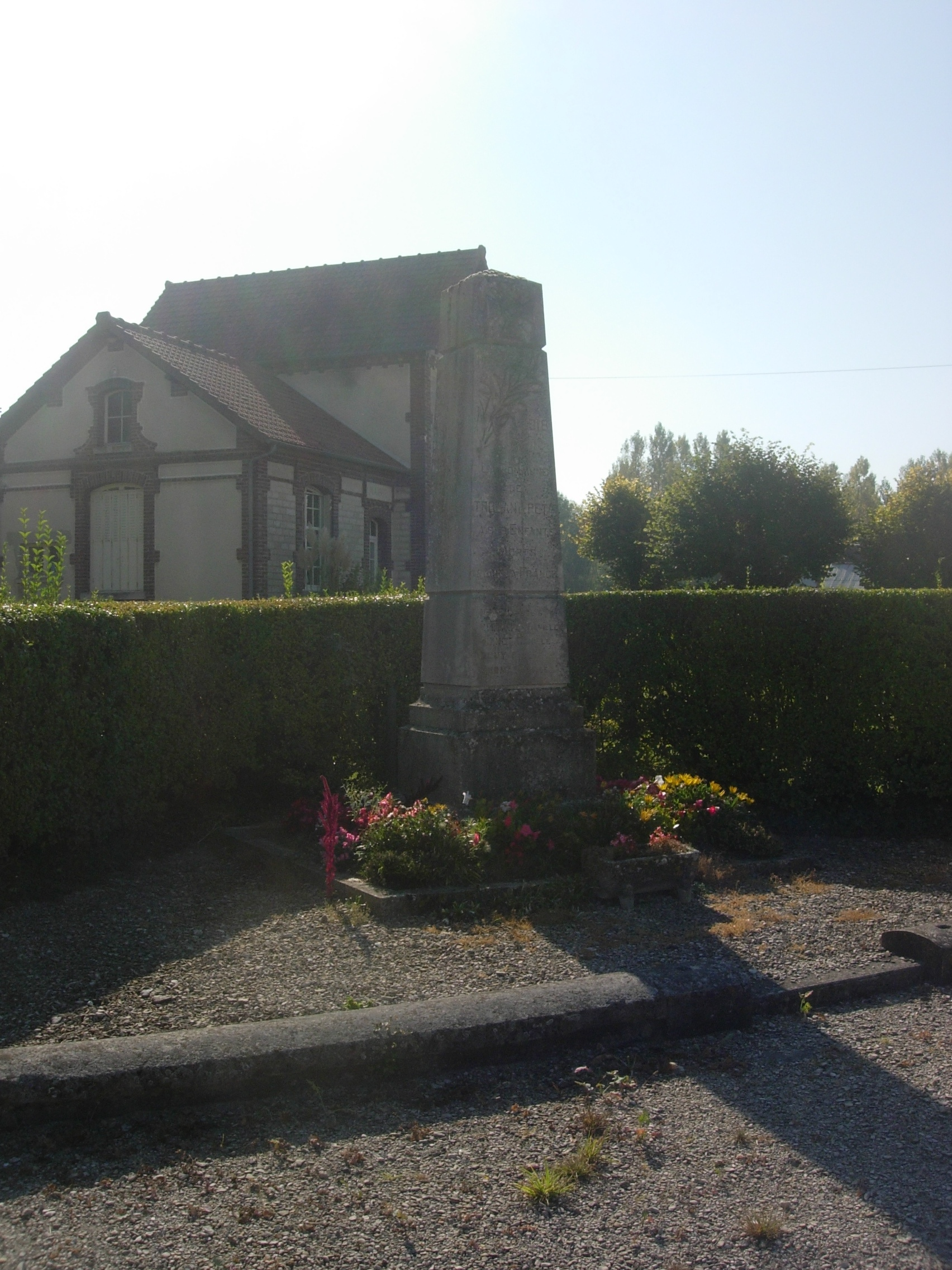